# Anydraula
Anydraula là một chi bướm đêm thuộc họ Crambidae.

## Các loài
- Anydraula glycerialis Walker, 1859